# Vaqueros (Salta)
Vaqueros é uma cidade da Argentina, localizada na província de Salta.